# Carlo Tresca
Carlo Tresca (Sulmona, Italia, 9 de marzo de 1879-Nueva York, 11 de enero de 1943) fue un sindicalista, periodista y dramaturgo anarquista italo-estadounidense.
Emigrado en 1904 a los Estados Unidos, allí fue periodista, editor y uno de los líderes del movimiento obrero en el seno de Industrial Workers of the World. 

## Biografía
Carlo Tresca nació el 9 de marzo de 1879 en Sulmona, una pequeña ciudad de la región de Abruzzo. Comenzó su andadura política como socialista hasta que conoció las ideas anarquistas, las cuales promulgó hasta el día de su muerte. Se dedicó a denunciar la hipocresía y la corrupción, uno de sus blancos preferidos era el clero al que atacó implacablemente. Tresca era también un agitador en el trabajo experto en huelgas conduciendo a los trabajadores al paro total por la reivindicación de sus derechos.
En Italia fue secretario de la Unión de trabajadores del ferrocarril italiano y editor del periódico Il Germe a la edad de 22 años. Debido a una condena por sus actividades emigra en 1904 a los Estados Unidos. Se establece en Filadelfia y asume allí la redacción de Il Proletario, órgano oficial de la Federación Socialista Italiana. Sus ideas se fueron acercando al anarquismo hasta que renunció en 1906 a la redacción de esta publicación, y empezó a publicar su nuevo periódico La Plebe. Dos años más tarde transfirió la sede del periódico a Pittsburgh para atraer a los mineros del carbón italianos y obreros italianos del oeste de Pensilvania. Sus ideas provocaron un sinfín de multas, encarcelamientos y un intento de asesinato.
En 1912 es invitado por la Industrial Worker of the World (IWW) a Lawrence, Massachusetts para atraer a los trabajadores italianos en la campaña de petición de libertad para los líderes huelguistas Joseph Ettor y Arturo Giovannitti, acusados falsamente de asesinato. Pronto se le iba a conocer por el sobrenombre del «toro de Lawrence» y tras Lawrence actuó en las huelgas de los trabajadores textiles en Little Falls en Nueva York (1912), de los trabajadores de los hoteles de Nueva York (1913), de los trabajadores de la seda en Paterson, Nueva Jersey (1913) y la de los mineros en Mesabi Range en Minnesota (1916). En este último lugar escapó por poco de un linchamiento y fue culpado de asesinato. Se hizo un acuerdo entre las autoridades de Minnesota y Elizabeth Gurley Flynn, camarada y amante de Tresca desde 1912. Ettor fue involucrado en este acuerdo por el que Tresca fue liberado.
En 1917 L'Avvenire, periódico que Tresca publicó en Nueva York desde 1913, fue cerrado y su sucesor Il Martello fue repetidamente incautado. Entre 1919 y 1920 el departamento de justicia estuvo buscando evidencias para deportarle. Tresca estuvo envuelto en el caso Sacco-Vanzetti y fue responsable de llevar el controvertido abogado defensor de la IWW Fred Moore y ayudó en la publicidad y financiación del apoyo a los dos anarquistas.
Mientras tanto, Tresca se convirtió en un opositor al fascismo italiano, que estaba provocando el nacimiento de grupos de inmigrantes italianos que apoyaban a Mussolini. Desde Il Martello acusó a Mussolini de traidor con la clase trabajadora y a la casa de Saboya por su complicidad con este. En 1923 el embajador italiano requirió del departamento de estado que suprimiera Il Martello. Por esta presión diplomática las autoridades federales le acusan de difundir «material obsceno» a través del correo, y todo ello por la aparición de un anuncio de dos líneas sobre el control de natalidad. Condenado a un año y un día, delito que le cualificaba para ser deportado, pasó cuatro meses en la penitenciaria federal de Atlanta hasta que en 1925 el propio presidente Calvin Coolidge le rebaja la pena. Dado que no han podido deshacerse de Tresca por métodos legales los fascistas deciden pasarse a la violencia y en un mitin con otros antifascistas en 1926 se produce un atentado con bomba del que sale ileso. Pero él y sus seguidores estuvieron siempre en contra de todo el montaje (desde emisoras de radio a periódicos) que Mussolini realizó para poder atraerse a los italianos inmigrantes en América.
Respecto a los comunistas, Tresca los consideró durante los años 20 como aliados contra el fascismo y colaboró con ellos en asociaciones como la Alianza Antifasciasta Italiana de Norteamérica. Cuando los estalinistas aplastaron el movimiento anarquista de Cataluña y Aragón durante la guerra civil española, se hizo un opositor feroz contra el comunismo estalinista. Posteriormente participaría en la comisión John Dewey, que declaró a Trostky inocente de los cargos presentados en los juicios de las purgas de Moscú. Esto le hizo estar en el objetivo asesino de los estalinistas.
Tras el ataque de Pearl Harbor, Tresca obstruyó la participación de comunistas y antiguos fascistas en la Sociedad Mazzini, la organización líder del antifascismo italiano en Estados Unidos. 
Dorothy Gallagher dice en su prefacio: «Para los millares de inmigrantes italianos, Carlo Tresca era un héroe, para el FBI él era notorio, para un número de intelectuales estadounidenses y de líderes de las organizaciones obreras él era un consejo, para los fascistas estadounidenses e italianos un adversario serio, para el partido comunista de los años 30 un renegado, para los rivales del anarquismo un espía y un traidor, para sus amigos una alegría, para las mujeres un hombre educado y atractivo, para el hombre que lo mató poco más que un contrato».

### Asesinato
Carlo Tresca murió asesinado el 11 de enero de 1943 en una calle de Nueva York por un desconocido. Muchos de sus camaradas piensan que el asesinato ha sido ordenado por Generoso Pope, el editor ex fascista de Il Progresso italo-estadounidense, al que Tresca atacó en los años 30 y principios de los 40. Otro sospechoso era Vittorio Vidali, un agente de la Tercera Internacional, a quién acusó de ser el asesino de los anarquistas y trotskistas de la guerra civil española. Sin embargo, la teoría más plausible indica que la orden fue dada por un personaje de los bajos fondos, Frank Garofalo, y que le asesinó por motivos personales y no políticos.